# Falu Centrum

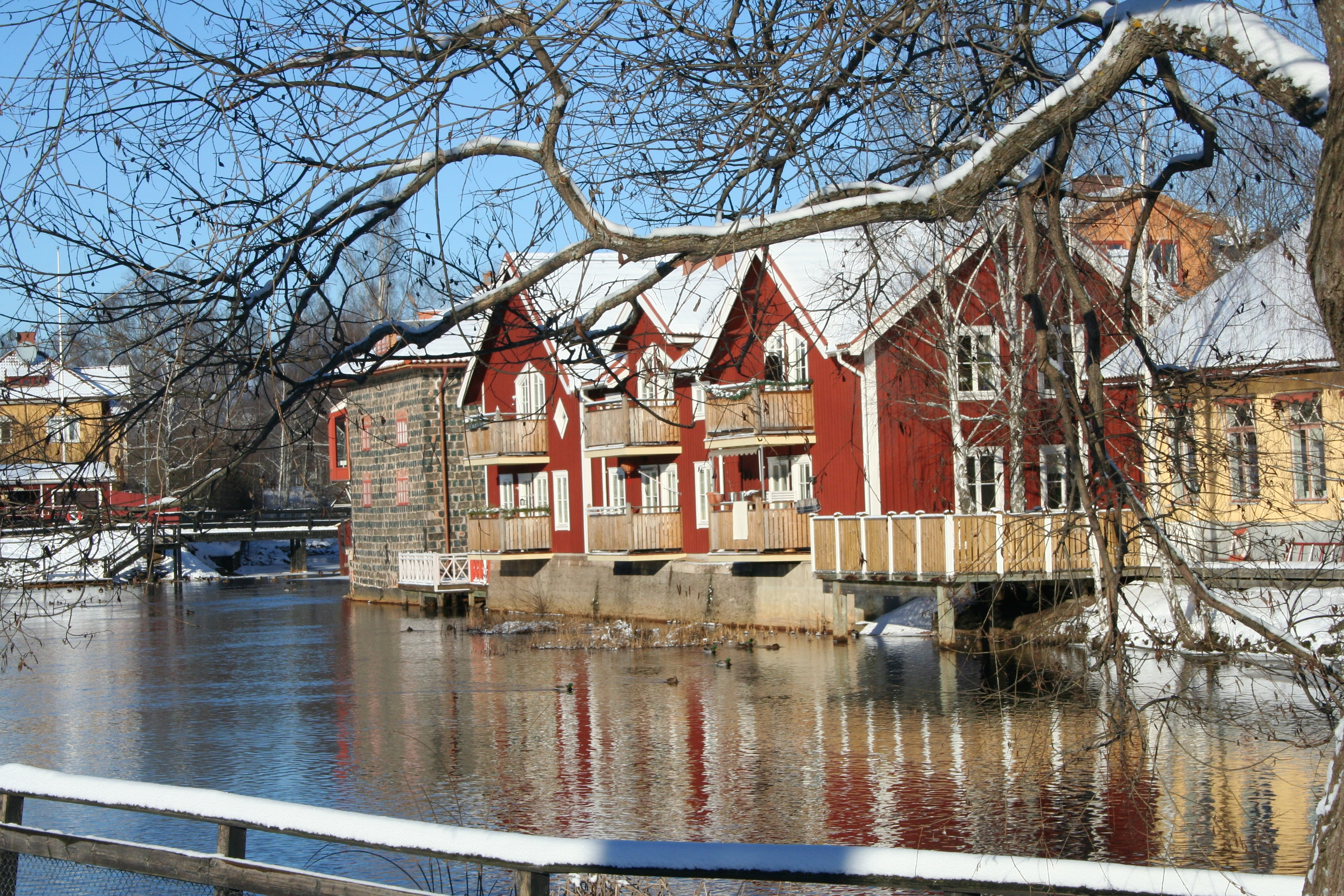
Falun vid Faluån, vintern 2007.

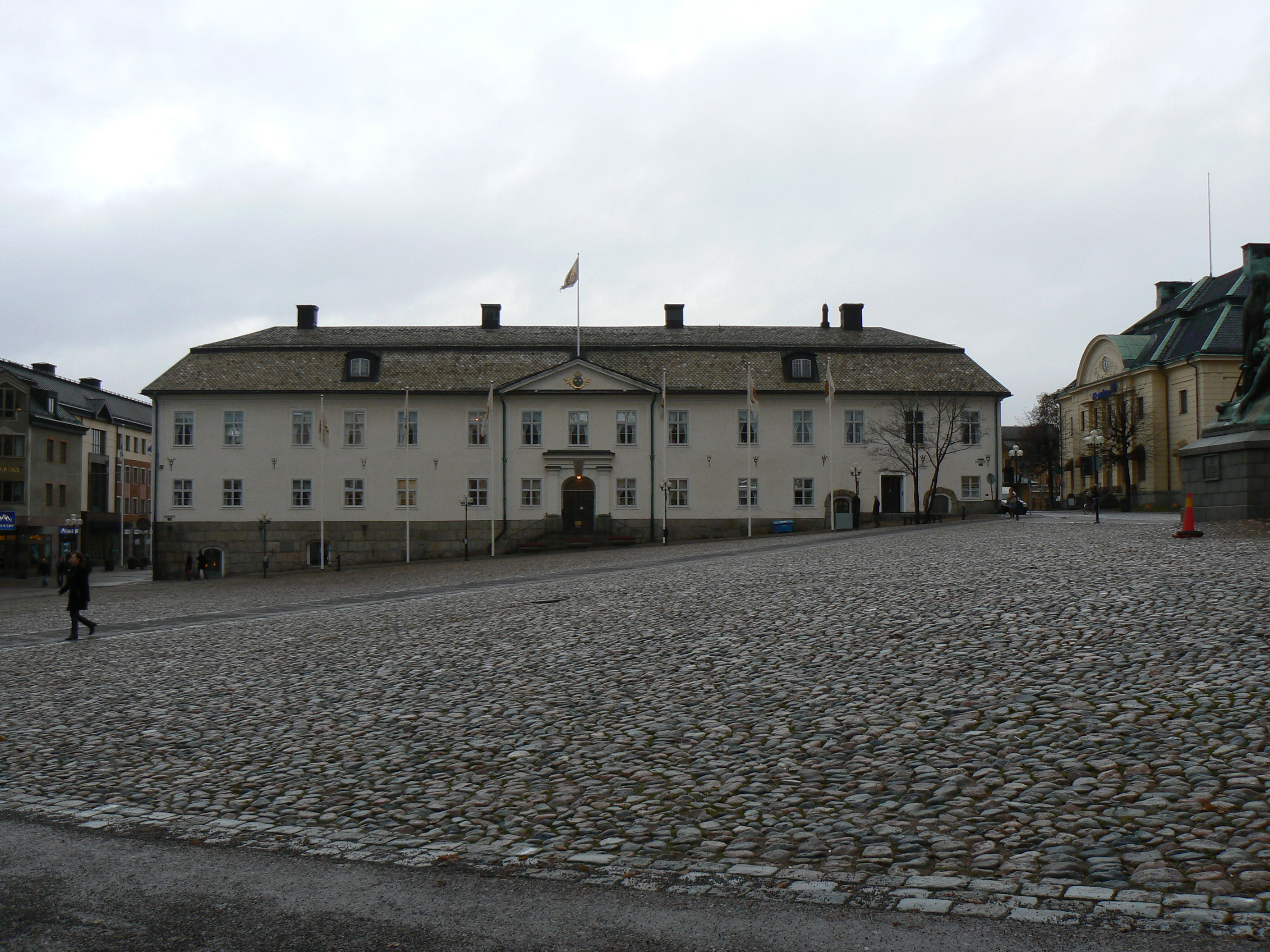
Stora torget i centrala Falun 2006.

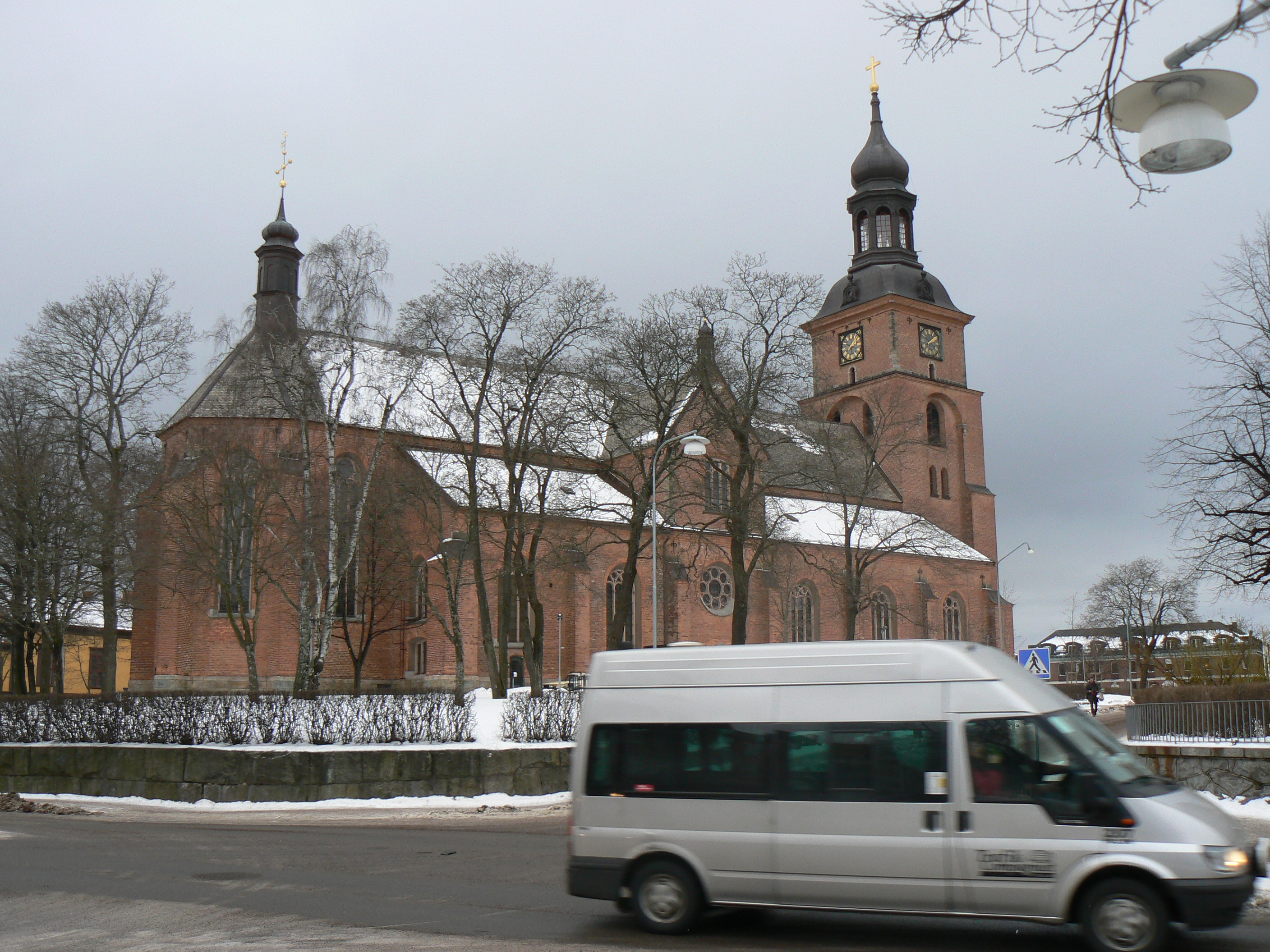
Kristine kyrka, 2007.

Falu centrum är Faluns mitt. Vanligtvis menar man området mellan Trotzgatan, Engelbrektsgatan, Kung Gustafs torg och sjön Tisken. Genom hela centrum skär Faluån. 1998 fick Falun utmärkelsen Årets stadskärna.

## Historia
Falu koppargruva, som etablerades mellan 850 och 1080 e. Kr och ligger en kilometer sydväst om centrum, lockade tidigt arbetskraft från hela Sverige. När gruvan växte, växte Falun som stad. Vid stadsbildningen 1641 var Falun med sina 6 000 invånare Sveriges andra största stad.
Centrum och arbetarstadsdelarna Elsborg, Gamla Herrgården och Östanfors tillhörde de delar av staden som etablerades tidigt. 

## "Staden som försvann"
Mellan 1959 och 1981 revs stora delar av Faluns centrum, vilket beskrivs i boken "Falun – staden som försvann" och gavs ut 2011 av Örjan Hamrin. . Flera hundra år gamla hus revs till fördel för modernistiska kolosser – allt enligt tidsandan. En särskilt öm punkt för många äldre Falubor är rivningen av det gamla badhuset från 1910, som låg på Ölandsgatan där polishuset ligger idag. 6 000 namn skrevs på en protestlista. Det bildades en aktionsgrupp mot rivningen av badhuset, det var demonstrationer och manifestationer som ville att badhuset skulle göras om till allaktivitetshus. Men protesterna var förgäves – och 1972 revs den pampiga jugendbyggnaden.  
Trots att centrum bytte skepnad bevarades till stor del de gamla arbetarstadsdelarna vilka upptogs i världsarvet Falun och Kopparbergslagen 2002.

## Centrum idag
Arkitekturen i centrum är en blandning mellan flerhundraåriga byggnader såsom bostadshus, Kristine kyrka och Rådhuset vid Stora torget, Residenset och Prostgården – blandat med funkishus.  
De två gågatorna Åsgatan och Slaggatan sträcker sig genom hela centrum, från Tisken till Kålgården. Här trängs butiker, restauranger och kaféer. Faluns två affärsgallerior heter Falan och Bergströms galleria. Förutom dessa två domineras stadsbilden av småbutiker. 
Stora torget är en sluttande plats mellan Rådhuset, Stadshuset och Kristine kyrka. Torget är stadens naturliga plats för konserter, invigningar, demonstrationer och torghandel. Andra torg i centrum är Fisktorget där stadsbiblioteket ligger, Holmtorget mellan Bergströms galleria och Åhléns samt Kung Gustafs torg i Nordstan.  
Föreningen Centrala Stadsrum består av cirka 170 medlemmar. Föreningens vision är "att bibehålla och utveckla Faluns kommersiella och kulturella centrum till att vara Dalarnas stadskärna". 